# Широка (притока Турії)
Широка, Бобрівка — річка у Ковельському районі Волинської області, права притока Турії (басейн Дніпра).

## Опис
Довжина річки 20  км., похил річки — 0,95 м/км. Формується з багатьох безіменних струмків та 3 водойм. Площа басейну 122 км².

## Розташування
Бере початок на північно-східній стороні від села Мар'янівки. Тече переважно на північний захід через село Колодниця і на його північно-східній околиці впадає у річку Турію, прави притоку Прип'яті.